# Pre Hospital Trauma Life Support
Pre Hospital Trauma Life Support (kurz PHTLS, deutsch: präklinisches Traumamanagement) ist das weltweit verbreitete Konzept zur präklinischen Versorgung schwerverletzter Patienten. PHTLS ist ein geschütztes und registriertes Markenzeichen.
PHTLS ist ein zweitägiges Ausbildungsprogramm, das die Teilnehmer im Rahmen der präklinischen Traumaversorgung in der raschen Erkennung und Behandlung von akut lebensbedrohlichen Verletzungen schult. Es basiert dabei auf der Grundlage des Advanced Trauma Life Support (ATLS).

## Entwicklung
Der Chirurg James Styner war am 12. Februar 1976 mit seiner Familie auf einem Rückflug von einer Familienfeier, als er mit seiner Maschine abstürzte. Seine Frau starb noch an der Absturzstelle, er selbst und seine restliche Familie wurden schwerverletzt in einem kleinen Krankenhaus aufgenommen. Das aufnehmende Krankenhaus war dem Unfall jedoch nicht gewachsen und versorgte die Patienten völlig unzureichend. Aus diesen Erfahrungen heraus entwickelte Styner zusammen mit Paul E. Collicott das Advanced Trauma Life Support (ATLS) als Trainingsprogramm für ein klinisches Traumamanagement bzw. eine Versorgungsstrategie für die Notaufnahme (Schockraum). Ziel war es, die Mortalität von Traumapatienten in der ersten klinischen Versorgung zu senken.
Norman McSwain, der erste Vorsitzende von ATLS, war es dann, der auch als Gründungsmitglied der National Association of EMT (NAEMT, Amerikanischer Rettungsdienst-Berufsverband) ein Konzept für die Präklinik entwickelte, das Pre Hospital Trauma Life Support (PHTLS). Angeknüpft an der NAEMT startete PHTLS seinen ersten Kurs 1983.
Die Abgrenzung zum ITLS-Konzept liegt in der regionalen Entstehung, da etwa zur gleichen Zeit (1982) John Emory Campbell, ein Notarzt aus Alabama (USA) die Notwendigkeit einer strukturierten Versorgung von Traumapatienten erkannt hat. ITLS arbeitet mit dem American College of Emergency Physicians (ACEP) zusammen.

## Struktur
PHTLS International mit Sitz in den USA ist der Mutterverband, angeknüpft an den amerikanischen Berufsverband NAEMT. Alle nationalen Faculties müssen von PHTLS International registriert und lizenziert sein. Besonders wichtig erscheint es, den engen Kontakt zu dem ATLS-Konzept zu halten, da die ACS (American college of surgeons) wissenschaftliche Grundlage für ATLS und damit auch für PHTLS liefert.
PHTLS ist das am weitesten verbreitete Traumabehandlungskonzept, das auch in der Mehrzahl der europäischen Länder eingesetzt wird. In bereits über 35 Ländern wurde dieses Konzept erfolgreich eingeführt. Weltweit sind bis zum Jahre 2007 weit über 500.000 Personen in PHTLS geschult worden, Rettungsdienstpersonal, Soldaten, Pflegekräfte und Ärzte aller Fachrichtungen, Angehörige der Feuerwehr und Helfer vor Ort.
Nachdem ATLS in Deutschland bereits 2004 durch die Deutsche Gesellschaft für Unfallchirurgie (DGU) eingeführt wurde, konnte PHTLS im Sommer 2007 unter dem Dach des Deutschen Berufsverbandes Rettungsdienst e. V. (DBRD) eingeführt werden. Auch hier ist eine enge Anbindung an wissenschaftliche Fachgesellschaften gewährleistet. Die DGU sowie die Deutsche Gesellschaft für Anästhesiologie und Intensivmedizin (DGAI) sind an diesem Konzept beteiligt.

## Inhalte
Das PHTLS-Konzept möchte den Teilnehmern das schnelle Erkennen und die zielgerichtete Behandlung von kritischen (vital gefährdeten) und nicht kritischen Patienten nahebringen. Trotz Kursinhalten wie Anatomie und Physiologie der bedrohten Körperregionen werden fundiertes medizinisches Wissen, praktische Erfahrung und intensive Vorbereitung mit dem Kursbuch vorausgesetzt. Neben der Pathophysiologie lebensbedrohlicher Verletzungen bildet das Hintergrundwissen über Traumakinematik, Rettungs- und Immobilisationstechniken einen Schwerpunkt.
Die Konzepte des PHTLS werden im Militär unter der Bezeichnung Tactical Combat Casualty Care adaptiert und erweitert.